# Rocca parancsnok
Rocca parancsnok (Il maresciallo Rocca) olasz bűnügyi filmsorozat.

## Történet
Az olasz bűnügyi sorozat a viterbói csendőrség az Arma dei Carabinieri mindennapi munkáját személyesíti meg. A történet középpontjában Giovanni Rocca parancsnok áll, aki a kapitányság vezetője. Nevéhez fűződik számos bűntény, gyilkosság, zsarolás kiderítése, és megoldása. Ebben segítségére vannak kollégái, miközben a parancsnoknak helyt kell állnia a családi életben is...

## Szereposztás
| Szerepnév          | Színész(nő)           | Magyar Hang                 |
| ------------------ | --------------------- | --------------------------- |
| Giovanni Rocca     | Gigi Proietti         | Helyey László               |
| Margherita Rizzo † | Stefania Sandrelli    | Zsurzs Kati                 |
| Francesca Mariani  | Veronica Pivetti      | Spilák Klára                |
| Alfio Cacciapuoti  | Sergio Fiorentini     | Kristóf Tibor Szersén Gyula |
| Gennaro Mannino    | Mattia Sbragia        | Varga T. József             |
| Michele Banti      | Paolo Gasparini       | Mikula Sándor               |
| Daniela Rocca      | Francesca Rinaldi     | Mezei Kitty                 |
| Carmelo Russo      | Massimiliano Virgilii | Szokol Péter                |
| Giulio Antonangeli | Maurizio Rapotec      |                             |
| Roberto Rocca      | Francesco Lodolo      |                             |
| Giacomo Rocca      | Angelo Sorino         | Csőre Gábor                 |
| Daniele Aloisi     | Roberto Accornero     | Jakab Csaba Juhász György   |
| Marco Sallustri    | Maurizio Aiello       | Markovics Tamás             |
| Antonio Fait †     | Daniele Petruccioli   | Dene Tamás                  |
| Andrea Fait        | Daniele Petruccioli   | Dene Tamás                  |
| Natalina Solimeni  | Bettina Giovannini    | Varga Klára                 |
| Andrea Di Carmine  | Conrado Tedeschi      | Trokán Péter                |

### Epizódok
Minden egyes epizód két részből tevődik össze, amelynek eredményeként kialakul a 100 perc. Magyarországon az epizódok 50 perc után véget érnek, és majd csak utána (egy nap vagy héttel később) kezdődik a következő, azok Olaszországban egy epizódként kerülnek, és kerültek adásba.

## Első évad (1996)
| Epizód | Évad | Premier           | Tartalom |
| ------ | ---- | ----------------- | --- |
| 1      | 1x01 | 1996. január 16.  | (Una morte annunciata / Bejelentett halál) 2/1: Rocca parancsnokot és embereit egy építkezésre riasztják, ahol egy ember azzal fenyegetőzik, hogy az épület tetejéről leugrik. Roccának sikerül lebeszélnie Giuseppe Alfót a szándékáról, ám a férfit másnap mégis halva találják a kocsijában, egy nejlonzacskóval a fején. Mindenki kész tényként kezeli, hogy öngyilkosság történt, ám a parancsnok kételkedik ebben. (Una morte annunciata / Bejelentett halál) 2/2: Amikor nem sokkal később az építésvezető is meghal tragikus körülmények között, Rocca már biztos abban, hogy nem tévedett. Ám Angela, az özvegy makacsul hallgat. Eközben a gyerekeit egyedül nevelő Rocca parancsnok megismerkedik egy csinos gyógyszerésznővel, Margherita Rizzo-val. |
| 2      | 1x02 | 1996. január 23.  | (Senso di colpa / Bűntudat) 2/1: Egy idős asszony, a helyi öregek otthonának lakója, cserbenhagyásos gázolás áldozata lesz, de néhány töréssel túléli a balesetet. Rocca parancsnok elintézi, hogy az idős, magányos Seraphino bekerüljön az otthonba, ahol egy éjszaka tűz üt ki. A gyanú szerint Seraphino okozta a tüzet, melynek maga is áldozatává válik. (Senso di colpa / Bűntudat) 2/2: Rocca átvizsgálja a leégett öregek otthona pincéjét. Gyanúsnak találja, hogy az öregember ajtaja be volt bezárva, kulcsot pedig sehol nem találnak. Cacciapuoti érdekes nyomra bukkan: a felújításkor az öregotthon vezetője megkért egy szakembert, hogy csak selejtes anyaggal dolgozzon, majd ezután az otthont nagy összegre bebiztosította. |
| 3      | 1x03 | 1996. január 30.  | (Morte di una ragazza polacca / Egy lengyel lány halála) 2/1: Egy út mentén ismeretlen fiatal lány hullájára bukkannak, aki kegyetlen verés következtében halt meg. A tv-híradóban bemutatott fotó alapján Rocca fia felismeri a lányt, ugyanis előző este vele táncolt a diszkóban. Giacomo a csendőrségen elmondja, hogy a lány külföldi volt és egy másik lánnyal és egy középkorú férfival volt a diszkóban. Roccáék megtudják, hogy a külföldi lányokat a környéken prostitúcióra kényszerítik. (Morte di una ragazza polacca / Egy lengyel lány halála) 2/2: Margherita és Rocca között bontakozik a szerelem, de a nyomozás miatt ritkán találkozhatnak. A meggyilkolt lány holmijai között megtalálják egy zálogháztulajdonos nevét és telefonszámát, majd rövidesen fény derül arra is, hogy egy nagyértékű lopásból származó ékszereket a lengyel lány vitte be a zálogházba. |
| 4      | 1x04 | 1996. február 6.  | (Violenza privata / Családon belüli erőszak) 2/1: Egy tomboló férj, Francesco Bartoli, a gyerekei - és egy szomszédnő - szeme láttára véresre veri feleségét, aki el akar menekülni otthonról. A kisfiú is súlyosan megsérül, de az asszony "falaz" a férjének. Két bankrabló megszökött, a környéken bujkálnak. Rocca az orvostól megtudja, hogy a gyereket rendszeresen verik. A család szerencsétlen, a férfi munkanélküli. A kisebbik fiú is kórházba kerül, az apa teljesen összeomlik. Kiderül, a mama furcsa kereset-kiegészítést talált. (Violenza privata / Családon belüli erőszak) 2/2: A csendőrök valóságos bűntanyát fedeznek fel a márki házában. Elit parti - luxusprostituáltak, a gyerekek feletti felügyeleti jogot felfüggesztik. Egy paparazzo megzsarolja a botrányos parti résztvevőit, a Bitosso-villában. Rocca és Margherita fenyegetéseket kap. Rocca fiának a motorját ellopják. Rocca úgy érzi, valami nem stimmel az ügyben. A gyanú a tomboló férjre terelődik. Francesco Bartoli - felesége Maria Bartoli. Az apa el akarja tüntetni a fotókat, hogy a gyerekeket nehogy elvigyék tőlük. A család a vidámparkba menekül. Ám van, akinek érdeke, hogy megtalálja őket. Rocca a felfüggesztését kéri a munkahelyén, ráadásul Margheritával is gyengül a szál. |
| 5      | 1x05 | 1996. február 13. | (Morire d'amore / Halálos szerelem) 2/1: Rocca egyik beosztottjának, Antoniónak a szerelme kábítószerfüggő. Egy szerencsétlen véletlen folytán a dílerek azt hiszik, hogy Claudia súgta be őket a csendőröknek, ezért kegyetlenül megverik. A kínzás hatására a lány elvetél. Antonio, amikor értesül a történtekről, bosszút akar állni, de agyonlövik. (Morire d'amore / Halálos szerelem) 2/2: A beosztottja elvesztése miatt lelki válságba esett Roccát Margherita vigasztalja. A csendőrség a rendőrséggel vállvetve nagy erőkkel kezd a nyomozásba, több embert letartóztatnak. Eljutnak a két gyanúsítotthoz is, de mire Rocca letartóztathatná őket, meggyilkolják őket. Rocca tudja, hogy a szervezet fejéhez kell eljutniuk. |
| 6      | 1x06 | 1996. február 27. | (L'ostaggio / A túsz) 2/1: Két férfi fegyveres rablást követ el egy szupermarketben, egy ott dolgozó nőt túszul ejtenek, a biztonsági őrt pedig lelövik. Rocca kisebbik fia, Roberto is ott van a boltban, amelyen keresztül a rablók menekülnek. Robertót túszul ejtik. Rocca kétségbeesik a fia miatt. (L'ostaggio / A túsz) 2/2: A rendőrkapitány azt kéri Roccától, hogy személyes érintettsége miatt maradjon ki a nyomozásból. A Rocca családban pattanásig feszülnek az indulatok. Roberto bátyja, Giacomo úgy érzi, nem tud tovább tétlenül várakozni és önálló mentőakcióra szánja el magát. |
| 7      | 1x07 | 1996. március 5.  | (L'amica del cuore / A legjobb barátnő) 2/1: Daniela gimnáziumba menet szemtanúja lesz barátnője, Sandra és osztálytársuk, Giorgio szenvedélyes veszekedésének. Ezután egyik sem jelenik meg az iskolában. Egy gazdálkodó a szántóföldön megtalálja a lány felgyújtott, vérfoltos motorját és iskolatáskáját, majd nem sokkal később egy hajléktalan cuccai között a lány véres ruháit. (L'amica del cuore / A legjobb barátnő) 2/2: Kiderül, Sandra jómódú apját megzsarolták, emiatt felmerül az emberrablás gyanúja. Kiderül, hogy a szülők válófélben vannak és Sandra nagyon félt az apjától. Miután hosszú ideig semmi új nyom nem bukkan fel, Rocca lánya, Daniela és annak barátja, Marco magánnyomozásba kezdenek. |
| 8      | 1x08 | 1996. március 12. | (La vendetta / A bosszú) 2/1: Rocca eljegyzésére készül Margheritával, de az ünneplés természetesen megint elmarad. A parancsnokot ugyanis egy rendkívül súlyos ügy miatt azonnal behívják az őrsre. Amikor a rendőrség át akarja szállítani egy másik börtönbe a 30 évre elítélt veszélyes bűnözőt, Domenico Scalát, a bűntársai útközben kiszabadítják. Az akció során négy rendőrt megölnek, egyet pedig súlyosan megsebesítenek. Rocca érzi, hogy Scala bosszút akar állni rajta, hiszen ő kapta el mind őt, mind a testvérét, aki a börtönben öngyilkos lett. (La vendetta / A bosszú) 2/2: Aggodalma nem alaptalan, hiszen a veszélyes bűnöző ördögi tervet eszel ki, hogy bosszút álljon Roccán. Társaival kirabolnak egy bankot, majd azt a látszatot keltik, hogy Rocca is benne volt az akcióban. A parancsnok két napot kap az ügyésztől, hogy tisztára mossa magát. |

## Második évad (1998)
| Epizód | Évad | Premier           | Tartalom |
| ------ | ---- | ----------------- | --- |
| 9      | 2x01 | 1998. március 22. | (Un maledetto incastro / Átkozott kelepce) 2/1: Rocca parancsnok új házasságra készül. Margherita, a menyasszony azonban néhány nappal az esküvő előtt komoly bajba kerül. Volt férje egyik este felhívja, pénzt kér tőle, mert bajban van, attól fél, megölik. Az asszony odasiet a motelbe, hogy segítsen rajta. A beszélgetés heves szóváltásba torkollik. Másnap reggel holtan találják a férfit. Az első számú gyanúsított nem más, mint Rocca menyasszonya. A nyomozás miatt az esküvőt el kell halasztani. (Un maledetto incastro / Átkozott kelepce) 2/2: A rémült Margherita elmeséli a nyomozást vezető vőlegényének, hogy válásuk után a volt férjének viszonya volt egy Manuela nevű nővel, akit - a férfi elmondása szerint - a közelmúltban meggyilkoltak. Ez az egyetlen szál, amin Rocca elindulhat. |
| 10     | 2x02 | 1998. március 23. | (Senza perchè / Minden ok nélkül) 2/1: Molpetta, a hajléktalan, egykor híres énekes volt. Holtan találják, valaki felgyújtotta a kalyibáját és a szerencsétlen megégett. A letartóztatott drogkereskedő fenyegetése vált volna be, aki neki tulajdonította a lebukásukat. (Senza perchè / Minden ok nélkül) 2/2: Amikor kiderül, hogy Molpettát halála előtt félholtra verték, Rocca elindul a sokféle nyomon. Először egy motorkerékpár gazdáját próbálja megtalálni, amelynek a szemétlerakó körül megtalálták egy alkatrészét. Ez a nyom valóban a drogkereskedőkhöz vezet. És akkor jelentkezik az autókereskedő, hogy ő a tettes. |
| 11     | 2x03 | 1998. március 29. | (Un delitto diverso / Egy másféle bűntény) 2/1: Végre valahára elérkezik Rocca parancsnok és Margherita házasságkötésének napja. A boldog vőlegényt gyermekei ünneplőbe öltöztetik és a templomba kísérik. Kollégái csak némi késéssel érkeznek a szertartásra, mert a város gyógyszállójában a takarítónő egy halott nőt talált a medencében. A helyszínelő rendőrök fedezik fel, hogy az illető valójában férfi, aki hamis papírokkal, néhány napja jelentkezett be a szállóba. (Un delitto diverso / Egy másféle bűntény) 2/2: A gyanús körülmények miatt az ügyész elrendeli a boncolást. Rocca jó munkát kíván társainak, hisz ő most nászútra indul. Vacsora után azonban - feleségét a kocsiban hagyva - még beugrik a gyógyszállóba. Felmegy a halott szobájába, ahol valaki leüti. |
| 12     | 2x04 | 1998. március 30. | (Enigma finale / Végső rejtvény) 2/1: A viterbói pályaudvar presszójában fiatal pár veszekszik. A fiú dúltan elrohan, a lány pedig telefonon találkozót beszél meg valakivel, aki álláshirdetést adott fel egy újságban. A randevúra néhány hónapos kisfiát is magával viszi, de a lezárt autóban hagyja. A keservesen síró kisbabát másnap reggel egy kocogó rendőr fedezi fel a kocsiban, majd pár lépéssel távolabb a brutális módon meggyilkolt anya holttestét és iratait is megtalálja. (Enigma finale / Végső rejtvény) 2/2: A tizenkilenc éves áldozatot Rosa Bastianinak hívják. Rocca a szomszédasszonytól értesül a fiatal lány tragikus sorsáról: miután szülei két évvel azelőtt autóbalesetben meghaltak, Rosa abbahagyta a tanulmányait, dolgoznia kellett. Aztán megszületett a kisfia. A parancsnok Rosa szobájában talál egy fényképet, amelyen a lány azzal a fiatalemberrel látható, aki az éjszaka kirabolta Margherita gyógyszertárát, de elkapták. |

## Harmadik évad (2001)
| Epizód | Évad | Premier           | Tartalom |
| ------ | ---- | ----------------- | --- |
| 13     | 3x01 | 2001. március 4.  | (Un grido nella notte / Sikoly az éjszakában) 2/1: Rocca parancsnok egy családi vacsorán értesül a gazdag bútorgyáros felesége, Mara Vignani elrablásáról. A bűntény a család villája előtt történt, ám sem a férj, sem a lengyel bébiszitter, Anya nem hallott semmit. A rendőrség nagy erőkkel keresni kezdi az asszonyt, akiért az időközben telefonon jelentkező emberrablók tíz milliárd lírát kérnek. A főügyész a törvény értelmében zároltatja a család vagyonát. Mara férje és szülei megpróbálnak a barátaiktól pénzt szerezni, és Rocca, noha sejti ezt, megérti a családot. Mara barátnőjétől azt is megtudja, hogy az asszonynak valószínűleg volt valakije. Az emberrablók is a barátnőt keresik meg, hogy a rendőrséget kikerülve így üzenjenek a családnak. Rocca parancsnok gyanúja, hogy a tettesek jól ismerhetik a családot, a bútorgyár főkönyvelőjének meggyilkolása után beigazolódni látszik. (Un grido nella notte / Sikoly az éjszakában) 2/2: A főügyész a törvény értelmében zároltatja a család vagyonát. Mara férje és szülei megpróbálnak a barátaiktól pénzt szerezni, és Rocca, noha sejti ezt, megérti a családot. Mara barátnőjétől azt is megtudja, hogy az asszonynak valószínűleg volt valakije. Az emberrablók is a barátnőt keresik meg, hogy a rendőrséget kikerülve így üzenjenek a családnak. Rocca parancsnok gyanúja, hogy a tettesek jól ismerhetik a családot, a bútorgyár főkönyvelőjének meggyilkolása után beigazodni látszik. |
| 14     | 3x02 | 2001. március 11. | (Il mistero dello scheletro / A csontváz rejtélye) 2/1: Rocca és Margherita elkeseredve tér vissza Rómából, mert a gyámhatóság még mindig nem döntött arról, hogy örökbe fogadhatják-e a kis Tomit, akit három éve nevelnek és nagyon szeretnek. Rocca ekkor értesül az újabb bűntényről: egy építkezésen a munkások csontvázra bukkantak a földben. Csak annyi biztos, hogy a fiatal férfi gyilkosság áldozata lett. (Il mistero dello scheletro / A csontváz rejtélye) 2/2: Az ingatlant két évvel ezelőtt adták el a Labiati testvérek. A lány, Rosa most is a szomszéd tanyán él, erőszakos természetű fivére azonban eltűnt. Rosa azt állítja, fogalma sincs, merre járhat. Mivel elég gyanúsan viselkedik, Rocca figyeltetni kezdi a lányt, akit egy este a diszkóból jövet meggyilkolnak. |
| 15     | 3x03 | 2001. március 18. | (Crudele destino / Kegyetlen sors) 2/1: Rocca és Margherita végre örökbe fogadhatják Tomit. A családi ünnepség után a parancsnok benéz Vignashoz. A jobb sorsra érdemes férfi Albániából menekült Olaszországba, de egy bűnszervezet hálójába került. Lebukása óta együttműködik a rendőrséggel, ezért tanúvédelem alá helyezték. Vignas egyetlen vágya az, hogy a feleségével és a kislányával együtt lehessen, ezért nem árulta még el a bűnbanda főnökét. Most, hogy a családja már Olaszország felé tart a tengeren, rászánja magát a vallomásra. (Crudele destino / Kegyetlen sors) 2/2: Rocca és az ügyésznő Vignas lakását feldúlva találja. Először leszámolásra gyanakszanak, de a szomszédasszony végül elárulja a parancsnoknak, hogy a férfi - miután a televízióból értesült családja valószínűsíthető meggyilkolásáról - szinte eszét vesztve elrohant, hogy bosszút álljon értük. Rocca még nem sejti, hivatásáért milyen iszonyatos árat kell fizetnie. |
| 16     | 3x04 | 2001. március 25. | (L'ultima sfida / Az utolsó kihívás) 2/1: Rocca képtelen megbocsátani magának, hogy Margherita helyette halt meg. Beadja a lemondását, kollégái azonban szeretnék, ha nem futamodna meg és folytatná munkáját. Az újabb gyilkosságok, egyik kollégája életveszélyes megsebesítése, valamint annak a felismerésnek a hatására, hogy Margherita meggyilkolásával őt akarták félreállítani, a parancsnok elhatározza, hogy folytatja a mindenre elszánt bűnözők elleni harcot. (L'ultima sfida / Az utolsó kihívás) 2/2: Rocca hiába hangoztatja, hogy nem a személyes bosszú vezérli, érintettsége miatt egyre több bírálat éri a rendőrséget. Főnökei ezért úgy határoznak, hogy szabadságra küldik. Rocca és leghűségesebb munkatársai most már "civilben" nyomoznak, és a szálak Puglia provinciába vezetnek. |

## Negyedik évad (2003)
| Epizód | Évad | Premier            | Tartalom |
| ------ | ---- | ------------------ | --- |
| 17     | 4x01 | 2003. október 26.  | (Senza perdono / Nincs bocsánat) 2/1: Margherita halála után Rocca az áthelyezését kérte, ám gyernekei és munkatársai nagy örömére végül mégis úgy döntött, hogy Viterbóban marad. Így Daniela boldogan készülhet az esküvőjére Marcóval, és a kis Tommynak sem kell másik iskolába járnia. Rómából visszatérve a parancsnok majdnem elgázol egy fiatal nőt, akiről még aznap kiderül, hogy ő az új tanítónő. Francesca Marianinak hívják, és Rocca régi kedves kollégájának a lánya. (Senza perdono / Nincs bocsánat) 2/2: Francesca azért hívatta be az iskolába Roccát, hogy közölje vele: szerinte Tommynak apahiánya van. A családnak azonban egy újabb bűntény miatt továbbra is nélkülöznie kell a parancsnokot, akit nem győznek meg az egyszerű rablógyilkosságra utaló bizonyítékok. Az ügy lezárása előtt még 48 órát kér a főügyésztől. |
| 18     | 4x02 | 2003. október 27.  | (Un amore grande / Ilyen nagy szerelem) 2/1: Egy nagy sebességgel száguldó szürke autó halálra gázolja az idős Duilio imádott feleségét. A rendőrség nem találja meg a tettest, ezért lezárja az ügyet. Az öreg azonban nem nyugszik bele a döntésbe, tovább keresi a gyilkost. (Un amore grande / Ilyen nagy szerelem) 2/2: Az idős férfi éjjelenként garázsokba tör be és roncstelepeken kutat. Egy nap meg is találja az autót. Azonnal felkeresi Roccát, aki másnapra halasztja Duilio meghallgatását. Az öreget azonban még aznap éjjel lelövik a dúsgazdag Marziani-család villája kertjében, ami kérdéseket vet fel. |
| 19     | 4x03 | 2003. november 2.  | (Per fatto personale / Személyes okokból) 2/1: Rocca parancsnoknak előbb a Roberto fia éttermének avatásán felszolgált ételkülönlegesség, majd Giacomo fia váratlan hazaköltözése okoz gyomorfájást. Ráadásul újabb gyilkossági ügy borzolja a város kedélyeit. A gyanús üzleteiről és nőügyeiről hírhedt Filippo Contri holttestét a parklolóőr kutyája fedezi fel. (Per fatto personale / Személyes okokból) 2/2: A gyilkosság helyszínén egy rózsaszín műkörmöt találnak, amit főleg a környékbeli transzvesztiták használnak. Rocca késedelem nélkül megkeresi egyiküket, Ramonát, akitől döbbenetes hírt hall Giacomóról. |
| 20     | 4x04 | 2003. november 3.  | (La ragazza col cagnolino / A kutyás lány) 2/1: A Rocca-család hajnali ötkor hangos ugatásra ébred. A csendháborító kiskutya egy, a csendőrség előtt parkoló gazdátlan autóban rekedt. Miután a parancsnok álkulccsal kinyitja a kocsit, a kutyus elrohan, és az álmos rendőröket egy brutálisan meggyilkolt fiatal nő holttestéhez vezeti. (La ragazza col cagnolino / A kutyás lány) 2/2: A halott lány Marisa Anzani, akit számos késszúrással öltek meg a parkban. Eközben Rocca parancsnok egy különös üzenetet kap "Tudom ki a gyilkos" (So chi è l'assasino), amit attól a nőtől kapott, aki a gyilkosság helyszínén járt. Majd egy újabb rejtély megválaszolatlan kérdése kerül napvilágra: egy furcsa szimbólum. |
| 21     | 4x05 | 2003. november 9.  | (Veleni / Mérgek) 2/1: Rocca Francesca segítségével karácsonyi ajándékot próbál vásárolni népes családjának. A tanítónő azt is vállalja, hogy elviszi Tomyt a gyerekorvoshoz, aki a kis páciensek szeme láttára rosszul lesz és meghal. Lehet, hogy mérgezés áldozata lett a férfi. Gyanúsított több is akad, arra, hogy kinek állt érdekében megölni az orvost. (Veleni / Mérgek) 2/2: A nyomozás során kiderül, hogy a gyerekorvos biztos, hogy mérgezés áldozata lett. Most is Roccára hárul a feladat, hogy a gubancos történet szálait kibogozza. Feltételezhető, hogy egy beteljesületlen szerelem áll a gyilkosság hátterében. |
| 22     | 4x06 | 2003. november 10. | (L'uomo sbagliato / Nem az igazi) 2/1: A viterbói vasútállomáson fényes nappal lelőnek egy húszéves fiatalembert. Az áldozat rendezett családi körülmények között élt, környezetében senki nem tudja elképzelni, hogy a gyilkosságnak bármiféle indítéka lehetett. (L'uomo sbagliato / Nem az igazi) 2/2: A csendőrség egyetlen gyanús nyomra bukkan, egy sötétkék autóra, amely a lövést követően elszáguldott a helyszínről. A tulajdonost hamarosan meg is találják, ám a férfi azt állítja, hogy aznap fogadott fiánál volt a kocsi. A fiúnak azonban nyoma veszett. |

## Ötödik évad (2005)
| Epizód | Évad | Premier           | Tartalom |
| ------ | ---- | ----------------- | --- |
| 23     | 5x01 | 2005. október 2.  | (Il mistero di Santa Brigida / Santa Brigida rejtélye) 2/1: Viterbo közkedvelt papját, Don Vincenzót meggyilkolják. Az első számú gyanúsított a nemrégiben feltételes szabadlábra helyezett román fiatalember, Stefano, akinek Rocca épp a gyilkosság napján kért valami munkát Don Vincenzótól a parókián. (Il mistero di Santa Brigida / Santa Brigida rejtélye) 2/2: Szemtanú is akad, aki a román fiúra tereli a gyanút. A pap holttestét felfedező gyógyszerésznő ugyanis látta őt feldúltan kirohanni a templomból. De Rocca úgy érzi, ez még nem bizonyítja a fiú bűnösségét. |
| 24     | 5x02 | 2005. október 3.  | (Menzogne / Hazugságok) 2/1: Egy Viterbo közeli szállodában a szobalány egy halott férfit talál. Az áldozatot, Michele Bono helybeli ékszerészt mindenki jól ismeri a hotelben. Itt szokta a pásztoróráit bonyolítani, többek között az egyik alkalmazottal, Vittoriával. Bono felesége és nevelt lánya Maddalena, viszont határozottan visszautasítják a férfi kettős életéről szóló pletykákat. (Menzogne / Hazugságok) 2/2: Hamarosan fény derül arra, hogy Bono családjának van titkolnivalója. Közben Vittoria munkatársa, egy ecuadori nő felkeresi Rocca parancsnokot, és Vittoriára tereli a gyanút. Ezután Maddalena is tiszteletét teszi a csendőrnél, szintén egy vallomással. Rocca feltárja a rejtélyt, miszerint Bono szerettei közösen bántak el vele. |
| 25     | 5x03 | 2005. október 9.  | (La trappola / A csapda) 2/1: Rocca veje, Marco egy dopping-ügyben nyomoz. Egyik informátora, Elena a lakására hívja azzal az ürüggyel, hogy ott találkozhat valakivel, aki sokat tud a dologról. Miközben várakoznak, a lány elcsábítja Marcót. (La trappola / A csapda) 2/2: Néhány órával a furcsa kaland után Francesca az utcán talál rá a súlyosan sérült Elenára. A fiatal nő azt állítja Roccának, hogy a veje, Marco erőszakolta meg és verte össze. |
| 26     | 5x04 | 2005. október 16. | (Il figlio di nessuno / Senkifia) 2/1: Miközben Rocco és veje, Marco szerelmük visszahódításán fáradoznak, a városban titokzatos bűntények sora veszi kezdetét. Először felrobban egy sír a temetőben. Senki nem sejti, ki és miért zavarhatta meg a néhány éve halott asszony örök nyugalmát. (Il figlio di nessuno / Senkifia) 2/2: Az asszony teljesen hétköznapi életet élő férje és fia, Renzo is döbbenten értesül a vandál tettről. Nem sokkal később azonban Renzót megtámadják az utcán, a segítségére siető apa pedig agyonlövi az egyik támadót, a helyi alvilág feltételezett vezérének fiát. |
| 27     | 5x05 | 2005. október 17. | (La maschera e il volto / Arc és álarc) 2/1: Egy dúsgazdag műgyűjtő, Schieri úr házába késő este három maszkos férfi hatol be. A házigazdának sikerül elővennie a pisztolyát, a tűzpárbajban azonban ő halálos, a felesége pedig könnyebb sérülést szenved. Az egyik betörő is megsebesül, de mindhárman elmenekülnek. (La maschera e il volto / Arc és álarc) 2/2: Rocca és kollégái számára a helyszínen több kérdés is felmerül: vajon miért nem működött a riasztó, s vajon a rablók miért nem vitték magukkal a legértékesebb festményeket. Schieri felesége szerint férje azért nem kapcsolta még be a riasztót, mert a támadás előtt néhány perccel találkozót beszélt meg valakivel a házban.                                                                 |
| 28     | 5x06 | 2005. október 23. | (Il male ritorna / A gonosz visszatér) 2/1: Francesca sírva mutatja Roccának az iskola kiscicájának tetemét. Rocca addig nem tulajdonít különösebb fontosságot az ügynek, míg ki nem derül, hogy a macskát megfojtották. (Il male ritorna / A gonosz visszatér) 2/2: Rocca megdöbbenve olvassa a megfojtott kismacska szájába dugott cédulát, melyre emberi vérrel az alábbi szöveget írta valaki: "A gonosz erőre kapva visszatér". A mind szövevényesebb ügy szálai végül egy hét évvel korábbi bűntényhez vezetnek. |

## Lásd még
- Rocca parancsnok és a gyerekkori barát